# Fasteduk
En fasteduk, även kallad hungerduk (latin velum templi), var ett draperi som under medeltiden, på askonsdagen, då påskfastan inleddes, hängdes upp i kyrkorummens korbågar, mellan långhuset och koret. Dukens primära funktion var att dölja åsynen av altaret från långhuset. Fasteduken togs ned i påskveckans inledning.